# Maria Sibylla Merian
Maria Sibylla Merian, född 2 april 1647 i Frankfurt am Main, död 13 januari 1717 i Amsterdam, var en tysk naturalist, illustratör och entomolog.

## Biografi
Maria Sibylla Merian föddes den 2 april 1647 i Frankfurt am Main i Tyskland. Hon var dotter åt en känd graverare av kopparplåtar vid namn Matthäus Merian d. ä. och blev även styvdotter åt en botanisk stillebenkonstnär vid namn Jacob Marell när hennes mamma gifte om sig efter Matthäus Merian d. ä:s död. Jacob Marell uppmuntrade hennes talang, och hon målade först blomstermotiv, tills hennes intresse för larver tog fart.
Det var framförallt metamorfos som intresserade henne. Merian ägnade sig åt vetenskap under en tid då detta var mycket ovanligt för kvinnor. På slutet av 1600-talet var även kunskapen om puppa-skapande insekter begränsad och odokumenterad. Genom att studera och illustrera pupporna utökade Merian förståelsen för insekter. Hon var en pionjär på området och reste till olika platser på jakt efter fler insekter att undersöka och dokumentera. Vid 28 års ålder publicerade Merian sin första bok med illustrationer ur naturen, Neues Blumenbuch, och kort därefter gav hon ut Der Raupen wunderbare Verwandlung där hon med koppartryck illustrerade larvernas metarmorfos.
Merian skilde sig år 1685 från sin konstnärliga make och flyttade till en religiös sekt i Friesland. Några år senare flyttade hon med sina två döttrar till Amsterdam, där hon försörjde sig genom att sälja sina målningar. Dock fick hon snabbt intresse för den tropiska flora och fauna som resenärer tog med sig från den nederländska kolonin Surinam. Hennes talanger och ovanliga intresse gjorde att hon fick många inbjudningar att se de naturhistoriska samlingarna hos Amsterdams burgna elit. Merian var ändå inte nöjd. Hon ville avbilda levande exemplar, inte de fastnålade och preparerade exemplaren som fanns i samlingarna.
Genom att arbeta hårt i åtta år med att studera och avbilda floran och faunan i samlingarna fick hon till slut lov att resa till Surinam för att avbilda dess arter. Det Merian uppnådde var nästan omöjligt på den tiden, eftersom det oftast bara var män som fick sådana privilegier. Tillsammans med sin yngsta dotter Dorothea reste hon år 1699 till Surinam. Där stannade hon under två år, men tvingades återvända hem när hon blev sjuk i malaria. Resultatet av resan gavs ut år 1705 i form av boken Metamorphosis insectorum Surinamensium, vilken står för den största delen av hennes berömmelse. Många av de tropiska arterna som avbildas i boken var helt okända för européer under den tiden.
Maria Sibylla Merian bidrog till vetenskapen på många sätt. Bland annat bröt hon den allmänna föreställningen att insekter helt enkelt spontant kom upp ur jorden genom att hon odlade levande insekter, vilket gav kunskaper om deras natur och beteende. Hon var en av de första som lade märke till att insekterna gick igenom olika utvecklingsstadier, och dokumenterade detta för allmänheten. Carl von Linné använde sig av hennes illustrationer när han skulle klassificera insekter. Merian fokuserade i sina illustrationer på relationen mellan insekterna och deras habitat, vilket direkt och indirekt påverkade senare naturalister och konstnärer som Mark Catesby, William Bartram och John James Audubon.
En av hennes illustrationer från Surinam visar en stor spindel som angriper en kolibri. Detta bidrog till föreställningen om att fågelspindlarna hade för vana att fånga fåglar, vilket egentligen är ganska ovanligt. 
Maria Sibylla Merian fick en stroke år 1715 och blev delvis förlamad och dog utfattig den 13 januari 1717 i Amsterdam.
Merian har en krater på Venus uppkallad efter sig.
| ”                      | Konsten och naturen kommer alltid att brottas tills de så småningom besegrar varandra så att segern blir både penseldraget och linjen | „ |
| – Maria Sibylla Merian | |   |

## Galleri

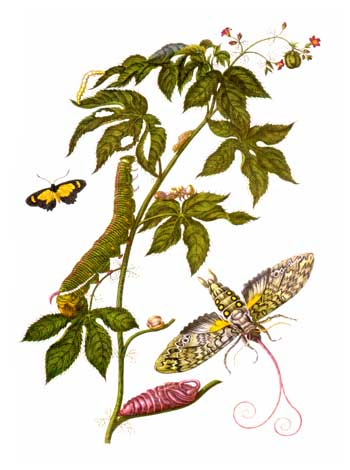
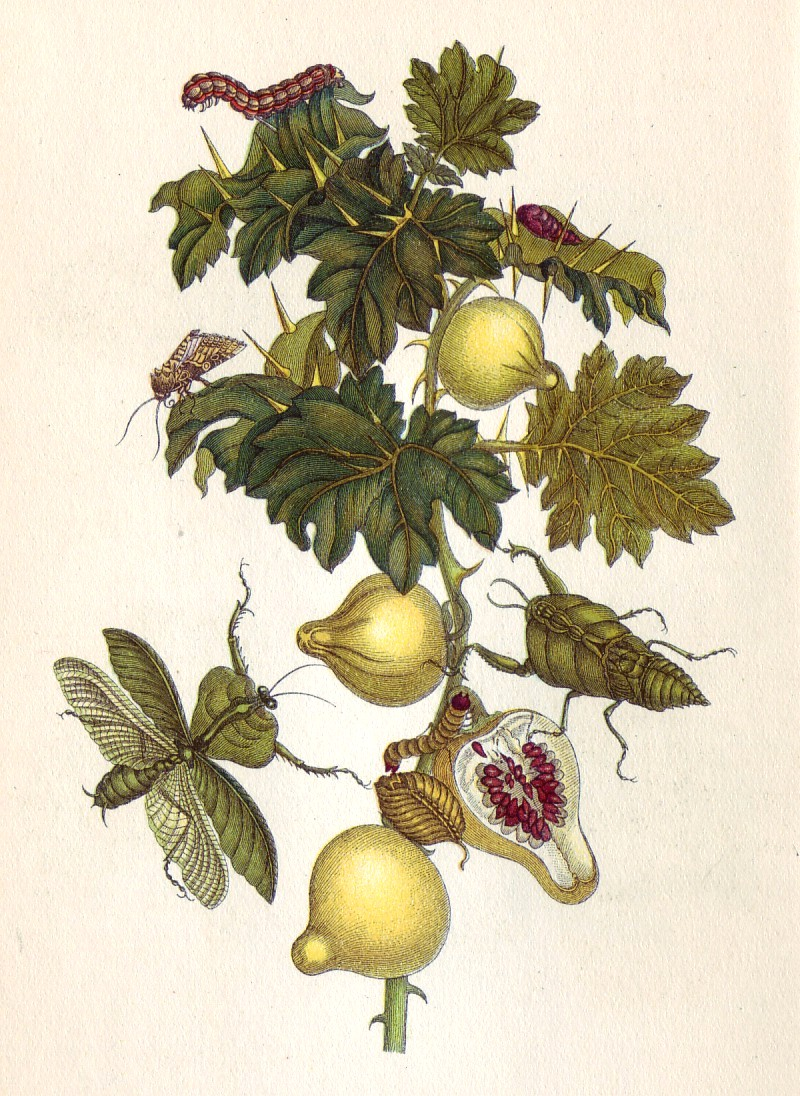
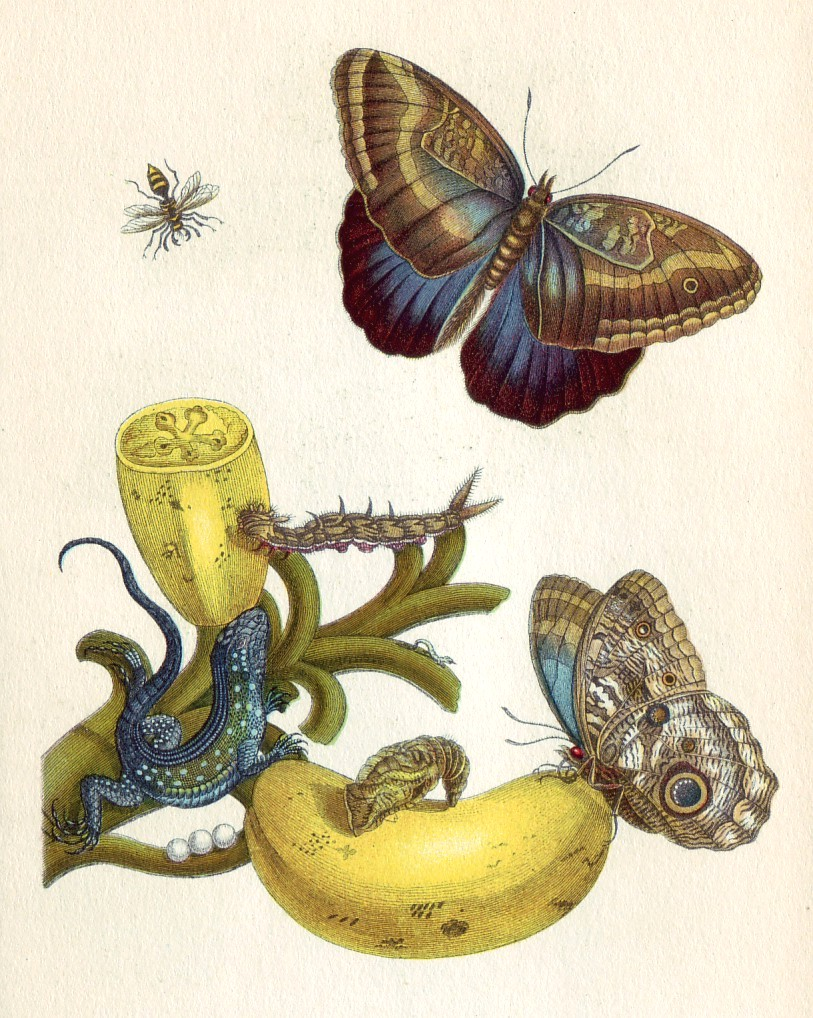
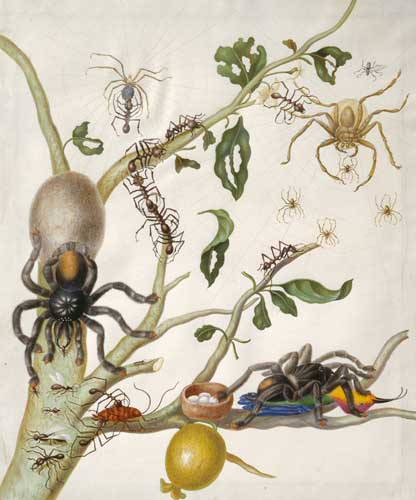